# كله بيلعب على كله (فلم)
كله بيلعب على كله هو فيلم مصري، من انتاج عام 1992. تدور أحداثه حول بثينة هي صاحبة إحدى الشركات التجارية، تطلب في إحدى الأيام مساعدة صالح الساعي الذي يعمل لديها من أجل تركيب نجفة في منزلها، وفي هذا اليوم يقتحم المنزل على حين غرة عباس اللص الذي تقع النجفة على رأسه، فيظن كل من بثينة وصالح أن اللص قد مات، لكنه بعد أن يفيق من إغماءه، يحاول ان يستغل هذا الموقف لصالحه، ويحاول أن يتبزهما بصفته شقيق المتوفي ويطالب بتعويض مالي ضخم.

## طاقم العمل
- يونس شلبي
- سعيد صالح
- نجوى فؤاد
- نهلة سلامة
- أحمد حلاوة
- فاطمة شوشة

إخراج:
- جمال عمار (مخرج )
- حسين فتحي (مخرج مساعد)

تأليف:
- إبراهيم الجروانى (قصة وسيناريو وحوار)

## وصلات
- مقالات تستعمل روابط فنية بلا صلة مع ويكي بيانات